# BigDog

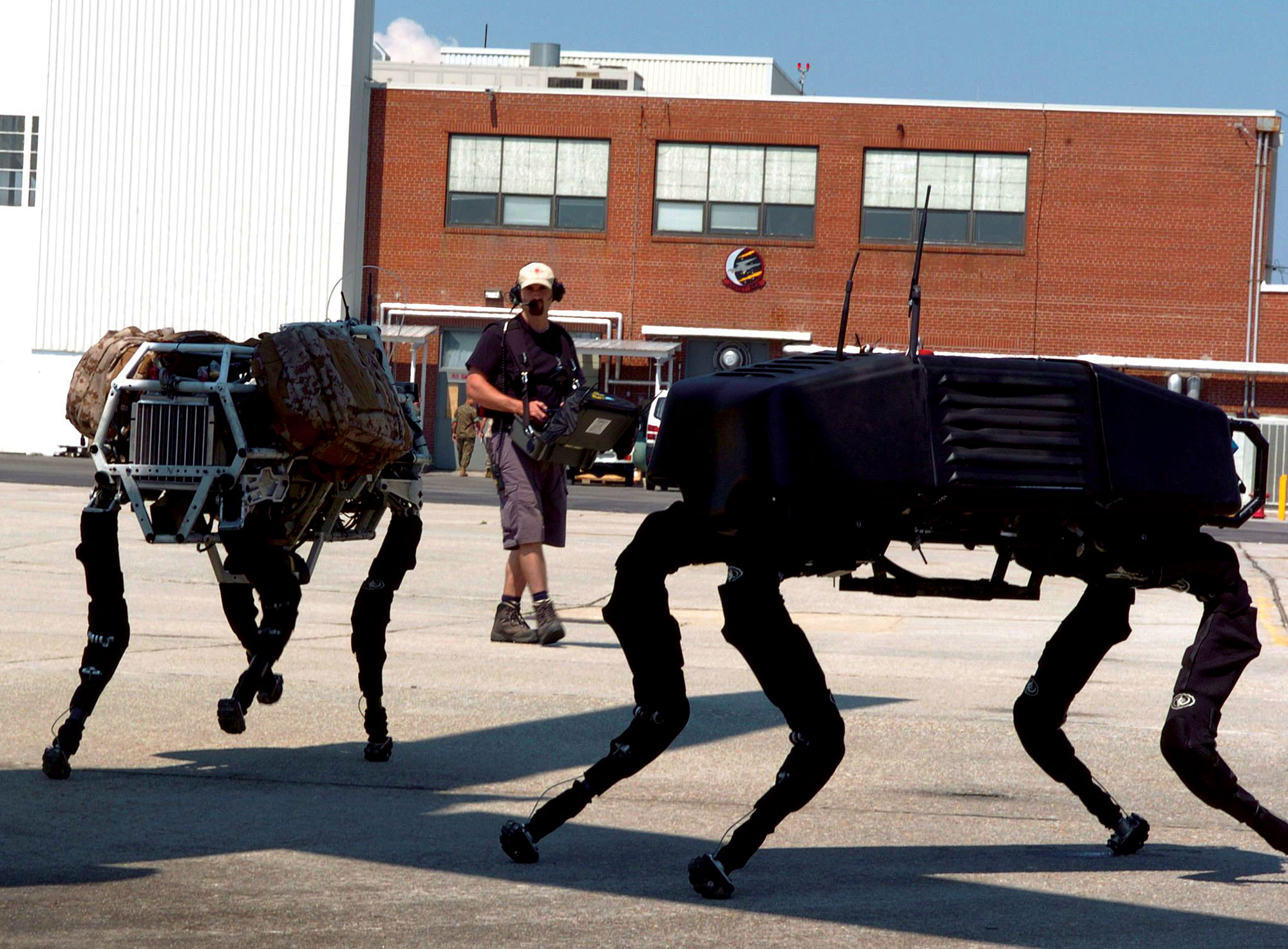
Un par de robots BigDog.

BigDog es un vehículo terrestre no tripulado o robot andador, cuadrúpedo, dinámicamente estable, para uso militar. Fue creado en 2005 conjuntamente por las compañías Boston Dynamics y Foster-Miller, el Laboratorio de Propulsión a Chorro de la Nasa y la Concord Field Station de la Universidad de Harvard. Mide 0,91 m de largo, por 0,76 de alto y pesa 110 kg; más o menos como una mula pequeña. Es capaz de atravesar terrenos complicados a una velocidad de 6,4 km/h cargando hasta 150 kg de peso y de subir pendientes de 35°. Un ordenador de a bordo controla la tracción, sobre la base de las entradas que recibe de los múltiples sensores con los que cuenta el robot, así como la navegación y el equilibrio.

## Historia
BigDog mide 0,91 m de largo,  0,76 m de altura y pesa 110 kg, aproximadamente del tamaño de una pequeña mula. Es capaz de recorrer un terreno difícil, que corre a 6.4 km / h, llevando 150 kg, y trepa una pendiente de 35 grados. La locomoción es controlada por un ordenador de a bordo que recibe la entrada de varios sensores del robot. La navegación y el equilibrio también son gestionados por el sistema de control.
El patrón de marcha de BigDog se controla a través de cuatro patas, cada una equipada con cuatro actuadores de cilindro hidráulico de baja fricción que alimentan las articulaciones. Los comportamientos de locomoción de BigDog pueden variar mucho. Puede ponerse de pie, sentarse, caminar con un paso de arrastre que levanta una pierna a la vez, caminar con un trote de andar levantando piernas diagonales, o trotar con una marcha en marcha. La velocidad de desplazamiento de BigDog varía de una velocidad de arrastre de 0,2 m / s a una velocidad de trote de 1,6 m / s. 
El proyecto BigDog fue encabezado por el Dr. Martin Buehler, quien en 2012 recibió el Premio Joseph F. Engelberger de la Asociación de Industrias Robóticas por el trabajo. El Dr. Buehler, mientras anteriormente era profesor en la Universidad McGill, dirigía el laboratorio de robótica allí, desarrollando robots de cuatro patas para caminar y correr.
Construido sobre los actuadores son sensores para la posición de la junta y la fuerza, y el movimiento es controlado en última instancia a través de un ordenador de a bordo que gestiona los sensores.
Aproximadamente 50 sensores están ubicados en BigDog. Estos miden la actitud y la aceleración del cuerpo, el movimiento y la fuerza de los actuadores de las articulaciones, así como la velocidad del motor, la temperatura y la presión hidráulica dentro del motor interno del robot. Control de bajo nivel, como la posición y la fuerza de las articulaciones, y el control de alto nivel, tales como la velocidad y la altitud durante la locomoción, se controlan a través de la computadora de a bordo.
El equivalente refinado ha sido diseñado por Boston Dynamics para superar el BigDog en términos de capacidades y uso para los soldados desmontados.
En febrero de 2012, con el apoyo adicional de DARPA, el militarizado Legged Squad Support System (LS3) variante de BigDog demostró sus capacidades durante una caminata en terrenos difíciles.
A partir del verano de 2012, DARPA planeó completar el desarrollo general del sistema y refinar sus capacidades claves en 18 meses, asegurando su valía a los combatientes desmontados antes de que sea lanzado a los escuadrones que operan en el teatro. BigDog debe ser capaz de demostrar su capacidad para completar una caminata de 32 km en 24 horas sin necesidad de reabastecimiento de combustible mientras carga una carga de 180 kg, mientras que también se llevará a cabo un refinamiento de sus sensores de visión.
A finales de febrero de 2013, Boston Dynamics lanzó imágenes de video de un BigDog modificado con un brazo. El brazo puede recoger objetos y tirarlos. El robot está confiando en sus piernas y torso para ayudar a impulsar los movimientos del brazo. El escritor de noticias supuso que puede levantar pesas de alrededor de 23 kg. 

## Desarrollo
El desarrollo fue llevado a cabo por la Defense Advanced Research Projects Agency con la intención de crear un vehículo robótico capaz de realizar la función de una mula de carga, acompañando a los soldados desplegados en terrenos demasiado agrestes para los vehículos convencionales. En lugar de ruedas u orugas, BigDog usa piernas para desplazarse, permitiendo el movimiento por superficies impracticables para vehículos dotados con esos otros sistemas. Las piernas están dotadas de una variedad de sensores, que miden, por ejemplo, la posición de la articulación o el contacto con el suelo. También cuenta con un giróscopo láser y un sistema de visión estéreo.
Fue presentado en el programa de televisión Web Junk 20 así como en artículos en las revistas New Scientist, Popular Science, Popular Mechanics, y The Wall Street Journal.
El 18 de marzo de 2008, Boston Dynamics mostró algunas secuencias de vídeo de una nueva generación de BigDog, en las que se mostraban nuevas habilidades, como capacidad de andar por terreno congelado y de recuperar el equilibrio tras ser golpeado lateralmente.

## Hardware
BigDog está alimentado por un motor 15-HP go-kart de dos tiempos y un cilindro a 9.000 rpm, el cual acciona una bomba hidráulica, la cual a su vez acciona los actuadores de las piernas. Cada pierna tiene cuatro actuadores, dos para la unión con la cadera, uno para la rodilla y otro para el tobillo, por lo que cada robot tiene un total de 16. Cada actuador consiste de un cilindro hidráulico, una servoválvula y sensores de fuerza y posición.
El ordenador de a bordo consta de una placa base PC/104 modificada, con un procesador Pentium 4. Utiliza QNX como sistema operativo.